# ETIM
ETIM standard (Elektro-Technický Informační Model) si klade za cíl jednotný technický popis elektrického zboží nezávisle na jazyce a jeho zařazení do třídy výrobků.

## ETIM klasifikace
ETIM klasifikační model je vytvořena pomocí následujících kategorií nebo entit:
- Product groups (Skupiny)
- Product classes (Třídy)
- Synonyms (Klíčová slova)
- Features (Vlastnosti)
- Values (Hodnoty)
- Units (Jednotky)

Tato standardizace umožňuje dodavatelům elektrického zboží nalézt produkty na základě názvu třídy (včetně synonym) nebo technických vlastností.

## Výměna dat produktů
Datový model ETIM je zcela jednotný, liší se pouze v jazyce.
ETIM International doporučuje standard BMEcat®, který je nejběžnějším formátem výměny dat standardem ETIM.

## Verze ETIM
- ETIM Clearing Center - Specification Product Data Exchange Format Version 1.02 užívá formát BMEcat verze 1.01 jako základ.
- ETIM BMEcat 1.2 obsahuje ETIM-2.0 specifikaci a je přizpůsoben BMEcat 1.2.
- ETIM version 3.0, květen 2005
- ETIM version 4.0, leden 2008
- ETIM version 5.0, květen 2011
- ETIM version 6.0, duben 2014
- ETIM version 7.0, září 2017
- ETIM version 8.0, listopad 2020

## Softwarové nástroje
- CaDeT - software umožňující tvorbu a čtení BMEcat s ETIM daty produktů, jejich správu a následné publikování (e-commerce, katalog, atd.)
- Pimics  - softwarový nástroj pro komplexní správu produktových dat, umožňující efektivní práci s daty, jejich klasifikaci, hromadné úpravy a správu dat v prodejních kanálech. Kromě klasifikace podle standardu ETIM podporuje také práci se standardem BMECat, který je určen především pro výměnu produktových informací mezi obchodními partnery, zejména v rámci e-commerce.